# Ágora romana de Atenas

Restos del Ágora romana de Atenas.

El Ágora romana es una antigua plaza pública de Atenas.
En la Antigua Grecia, el ágora (griego ἀγορά) era el lugar de mercado y reunión de una ciudad. El término corresponde al foro de la civilización romana.

## Historia

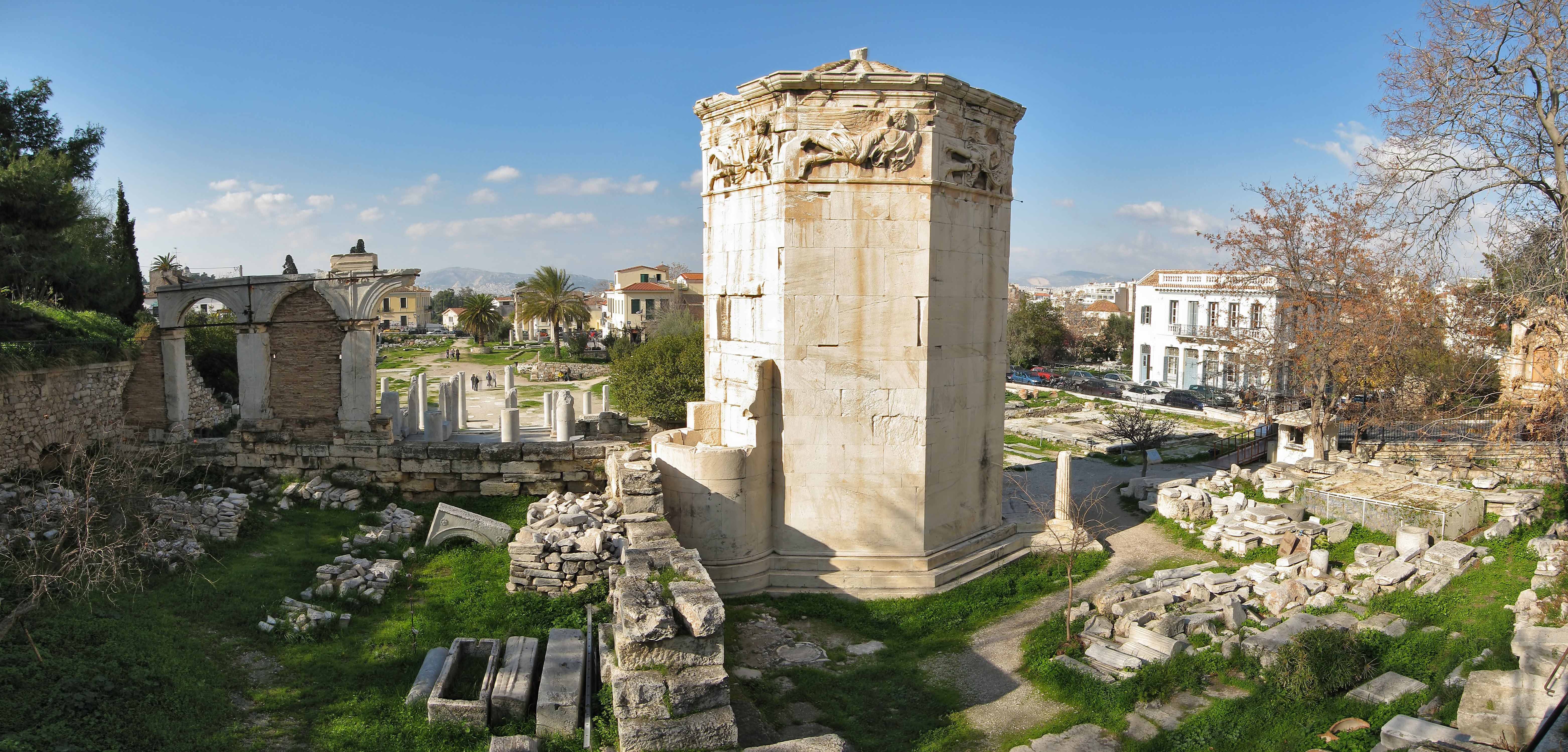
La Torre de los Vientos, con el Ágora romana en segundo plano.

Hubo en Atenas dos ágoras vecinas, pero distintas. Una es el Ágora de Atenas propiamente dicha, que se remonta al siglo VI a. C. La otra, establecida bajo dominación romana, se encuentra un poco al este de la primera y al norte de la Acrópolis de Atenas, en el actual barrio de Plaka, cerca de la plaza de Monastiraki.
Fue construida bajo el emperador romano Augusto, entre los años 19 a. C. y 11 a. C., y agrandada por Adriano, emperador filoheleno. Después de la invasión de los hérulos, en el año 267, la ciudad de Atenas se limitó al interior de la muralla tardorromana. El centro administrativo y comercial de la ciudad fue trasladado del Ágora antigua al Ágora romana y la Biblioteca de Adriano.
La pérdida de toda significación política determinó una invasión progresiva del ágora por parte de nuevas estructuras, como estatuas o elementos conmemorativos. De este modo, la plaza se transformó en una especie de museo de la ciudad y del Ática. 
Después, progresivamente, en el curso de los periodos bizantino y otomano, se edificó todo un barrio de casas, talleres e iglesias, junto con la mezquita de Fethiye. La zona se excavó en el siglo XIX, demoliendo los edificios modernos.

## Descripción
El Ágora romana ocupa un amplio espacio rectangular, de 111 m × 98 m, rodeado de stoas, que albergaban comercios. Tenía dos entradas: por el oeste a través de la puerta de Atenea Arquegetis; el acceso oriental era un propileo. El sitio incluía también un mercado.

## Edificios y estructuras

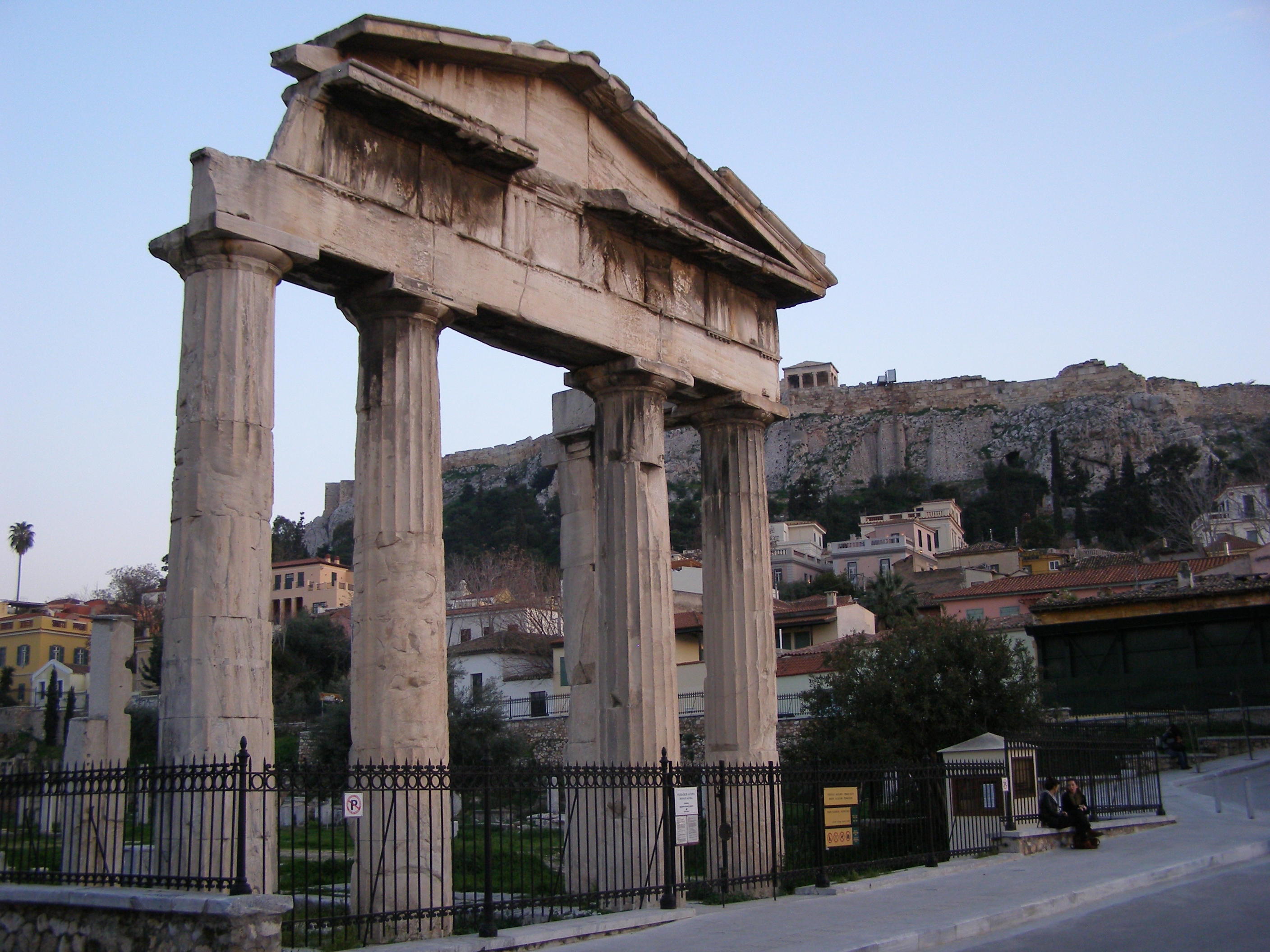
Puerta de Atenea Arquegetis.

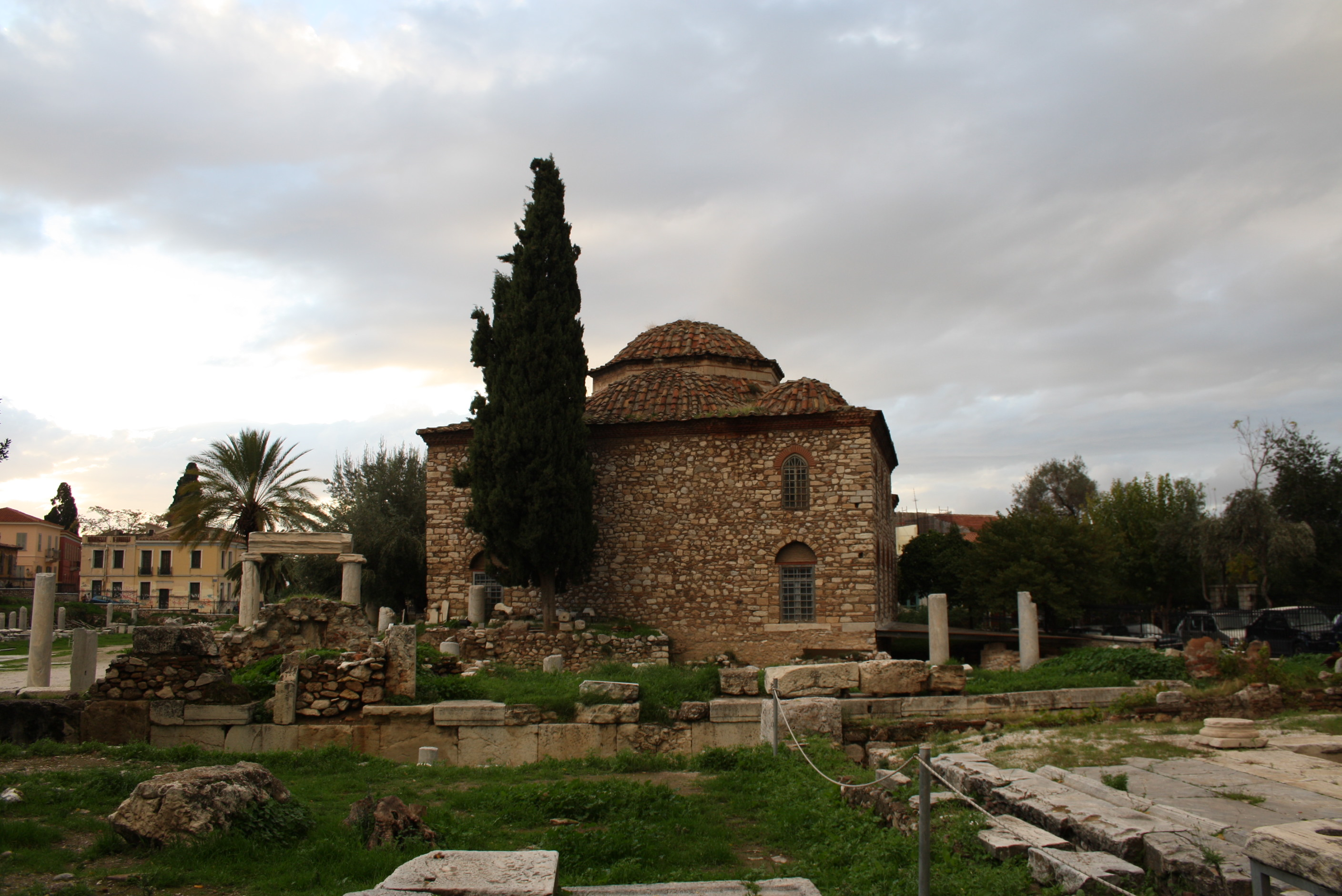
Mezquita de Fethiye, en el Ágora romana de Atenas.

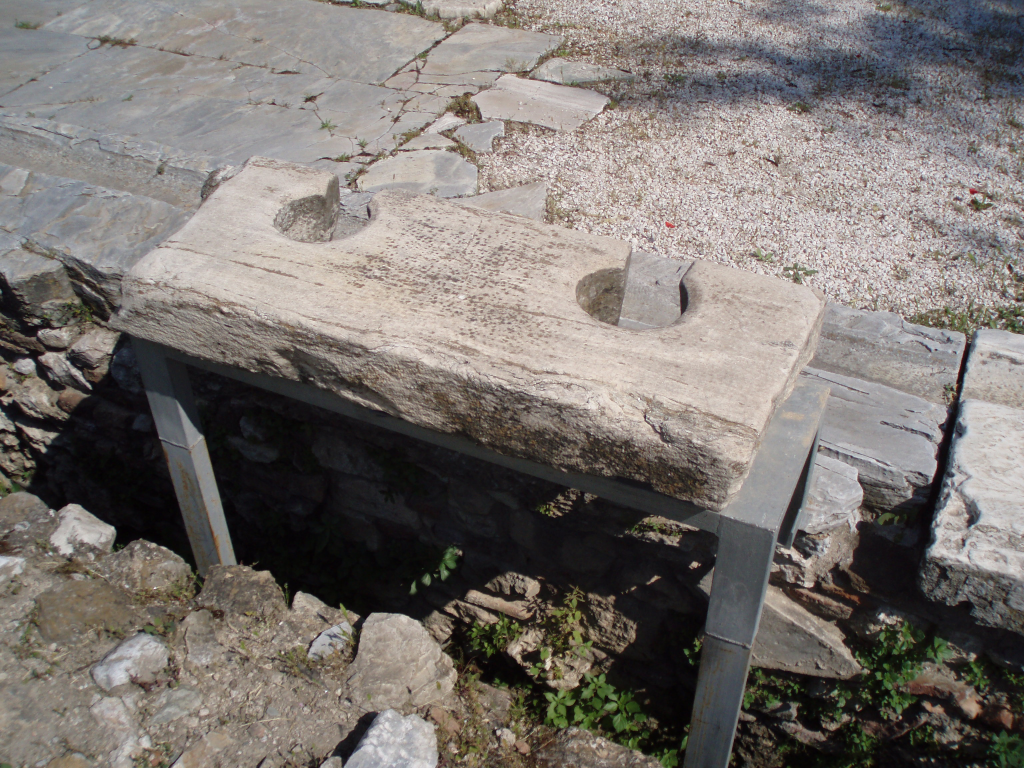
Vestigios de las letrinas públicas.

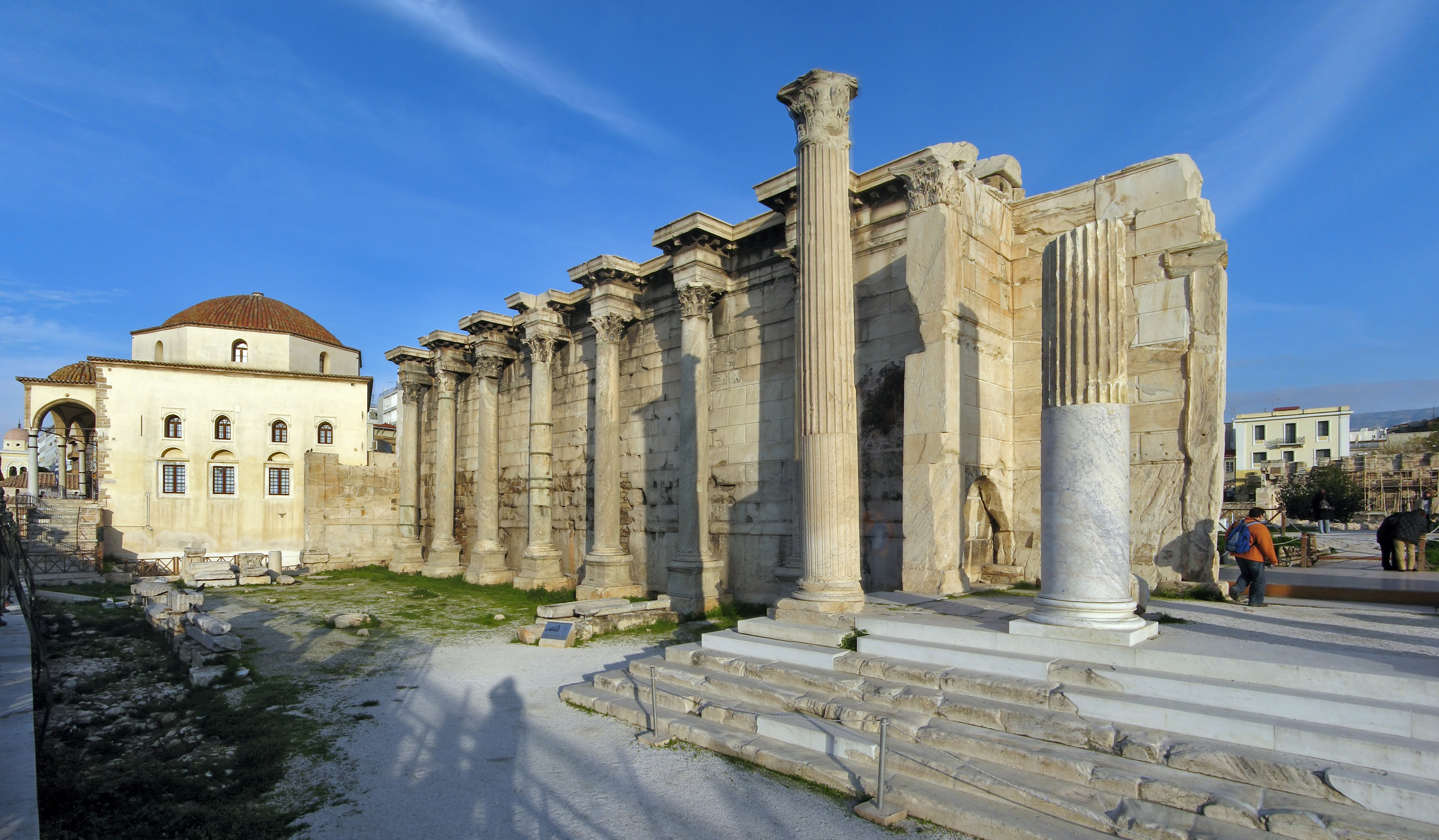
Biblioteca de Adriano y mezquita de Tzisdarakis.

### Puerta de Atenea Arquegetis
La Puerta de Atenea Arquegetis es la entrada occidental al Ágora romana de Atenas. Fue construida en el año 11 a. C., mediante donaciones de Julio César y Augusto. Se trata de un monumento dedicado por los atenienses a su patrona, la diosa Atenea Arquegetis. La puerta monumental tiene cuatro columnas dóricas sobre un zócalo de mármol pentélico, que soportan un amplio frontón.

Está considerada como el segundo resto más destacado, tras la Torre de los Vientos.

### Propileo oriental
La entrada este al Ágora romana fue construida entre 19 y 11 a. C. Tenía una fila de cuatro columnas jónicas de mármol gris del Himeto. Es uno de los dos propileos (entradas principales) originales que daban acceso al mercado; en una estoa cercana hay esculturas de romanos ilustres, probablemente emperadores o funcionarios.

### Mezquita de Fethiye
En el lado norte se encuentra la mezquita de Fethiye, construida en 1456, de proporciones armoniosas, construida en 1456 inmediatamente después de la conquista otomana, sobre las ruinas de una basílica paleocristiana. Durante la ocupación otomana, el foro conservó su importante papel; después de su partida, la mezquita fue utilizada como prisión, cuartel, escuela, panadería de ejércitos, antes de convertirse en 1935 en un almacén para los restos encontrados durante las excavaciones, función que actualmente cumple.

### Agoranomion
Era un edificio rectangular, situado al este del Ágora romana y datado en el siglo I. Se conserva la fachada, que tenía tres puertas con dinteles en arco, y una amplia escalera. Una inscripción en el arquitrabe menciona que el edificio fue dedicado al Divino Augusto y a Atenea Arquegetis. Se pensaba que este edificio con dos salas era la oficina de los funcionarios del mercado; las teorías actuales consideran que tal vez formara parte del culto a Claudio o Nerón. Podría identificarse con el Sevasteion, es decir, un edificio para el culto del emperador.

### Letrinas públicas
Fueron ubicadas en un edificio de planta rectangular, que data del siglo I. Consistían en una antesala y una sala cuadrada con bancos en sus cuatro lados, provistos de agujeros y una tubería de desagüe debajo.

### Torre de los Vientos
Fuera del rectángulo del Ágora romana, en su lado este, se alza la Torre de los Vientos, del siglo II a. C., que era un reloj público.

### Biblioteca de Adriano
Al noroeste del Ágora romana se extienden las ruinas de la vasta Biblioteca de Adriano.

## Galería

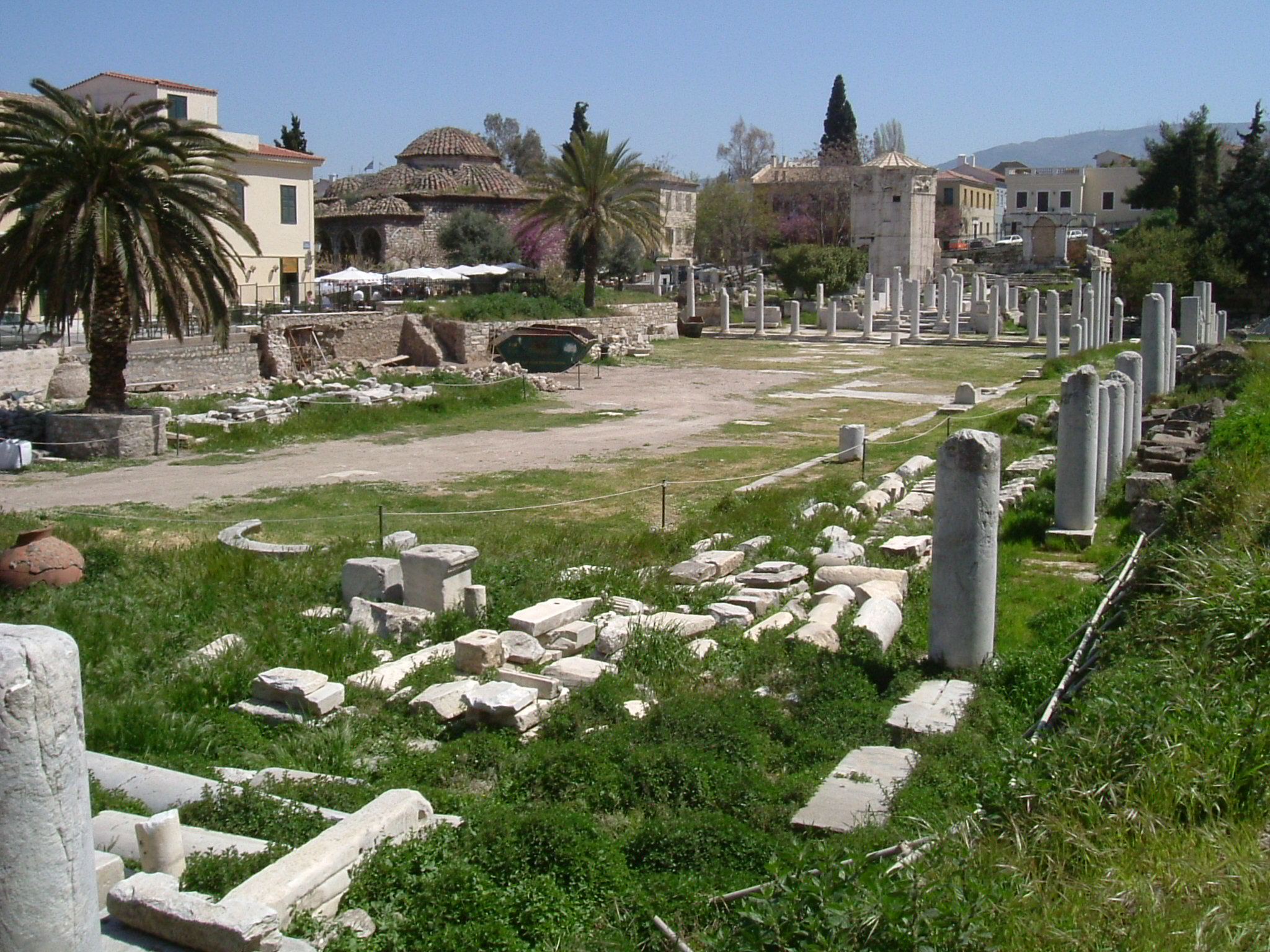
Ágora romana.
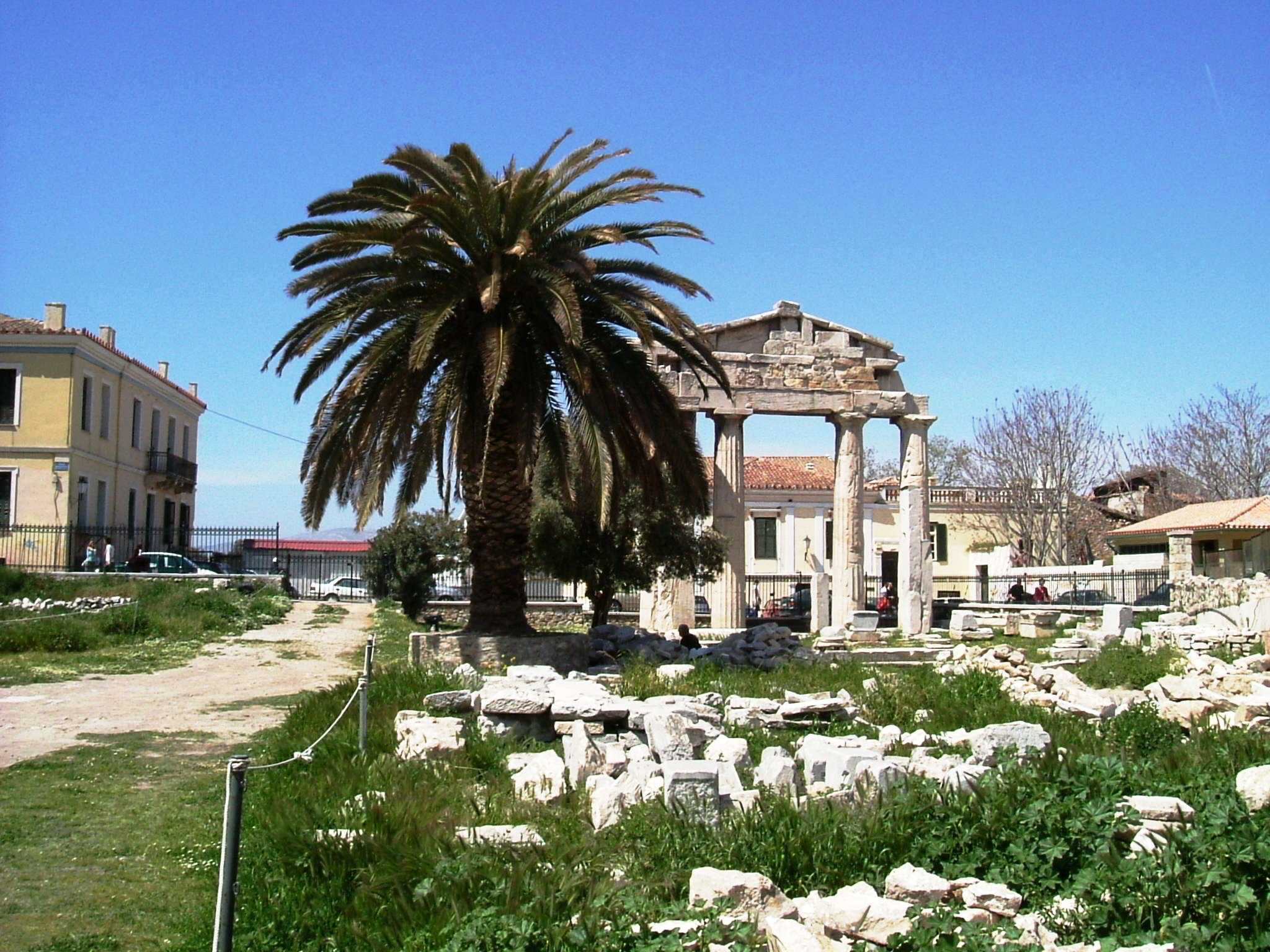
Ágora romana y puerta de Atenea Arquegetis.
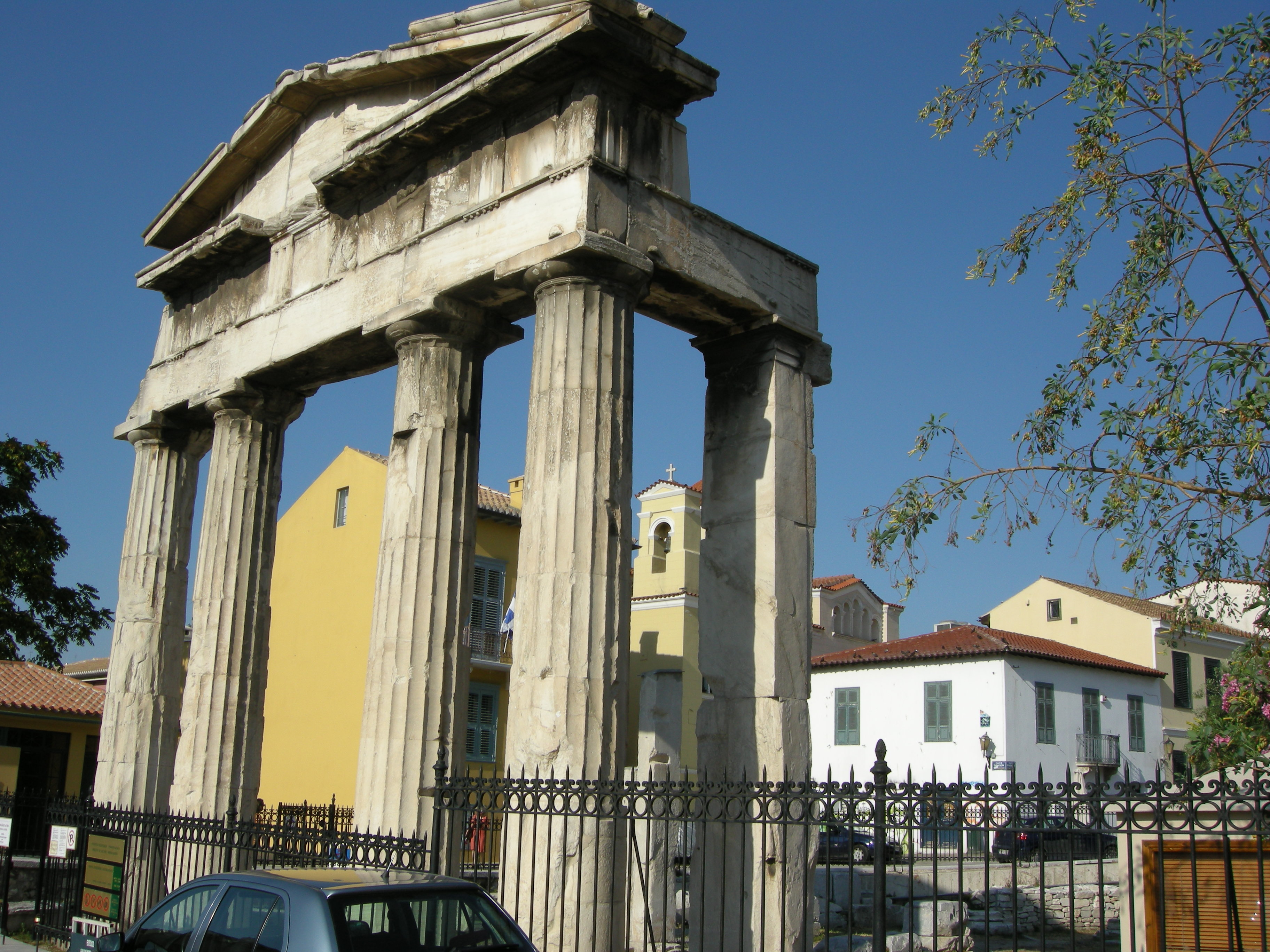
Puerta de Atenea Arquegetis.
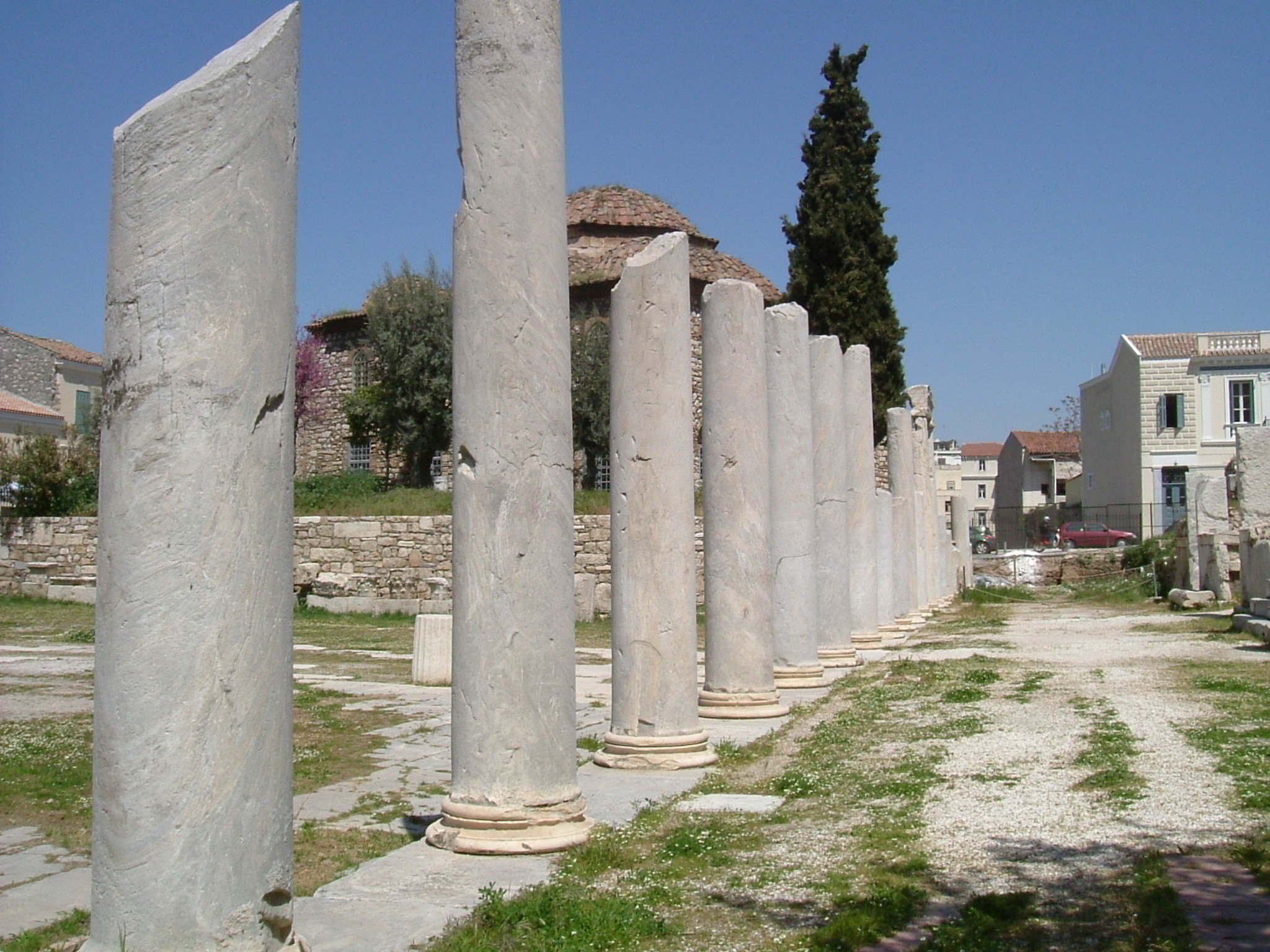
Columnata y mezquita de Fethiye.
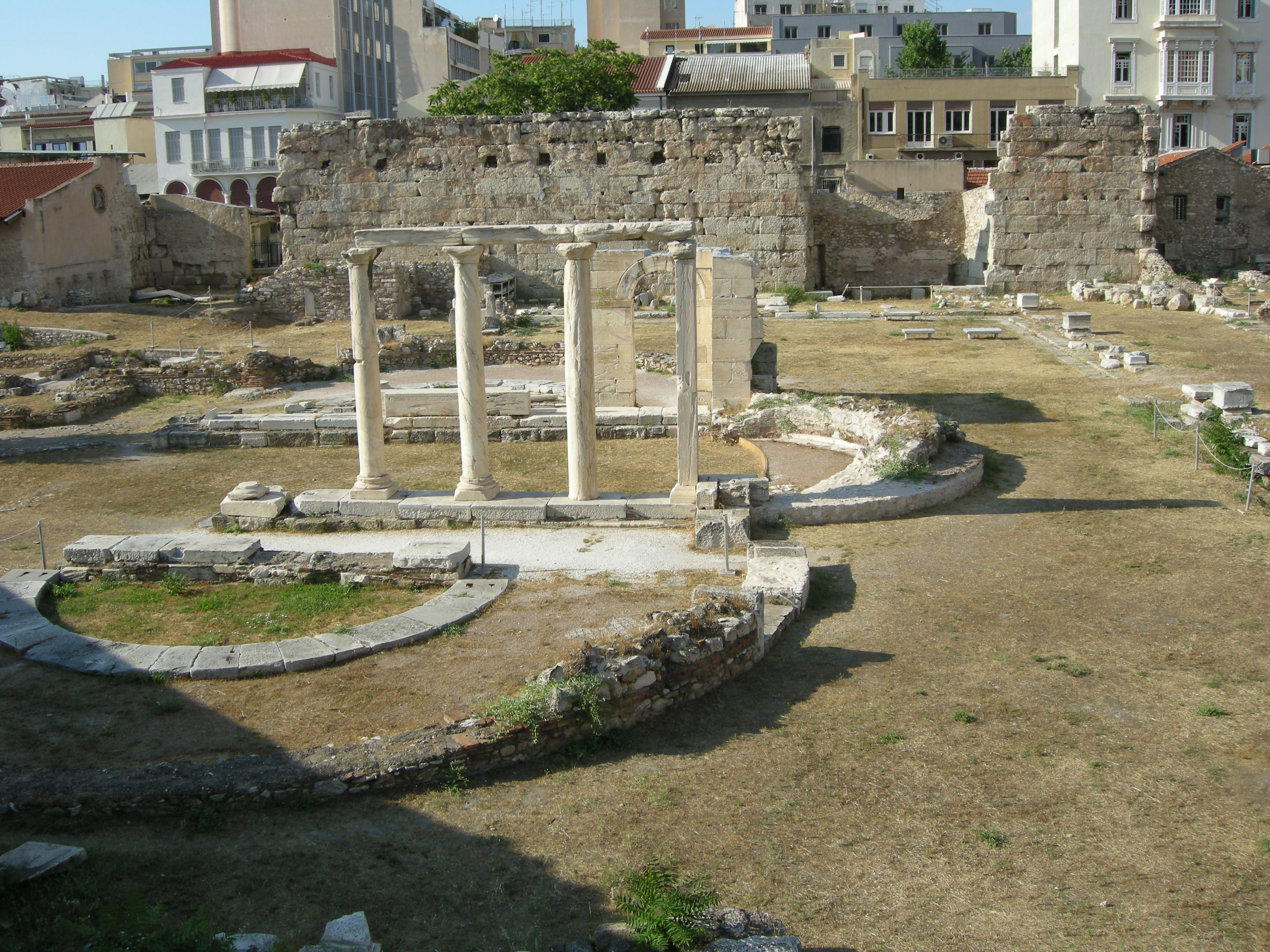
Ágora romana.
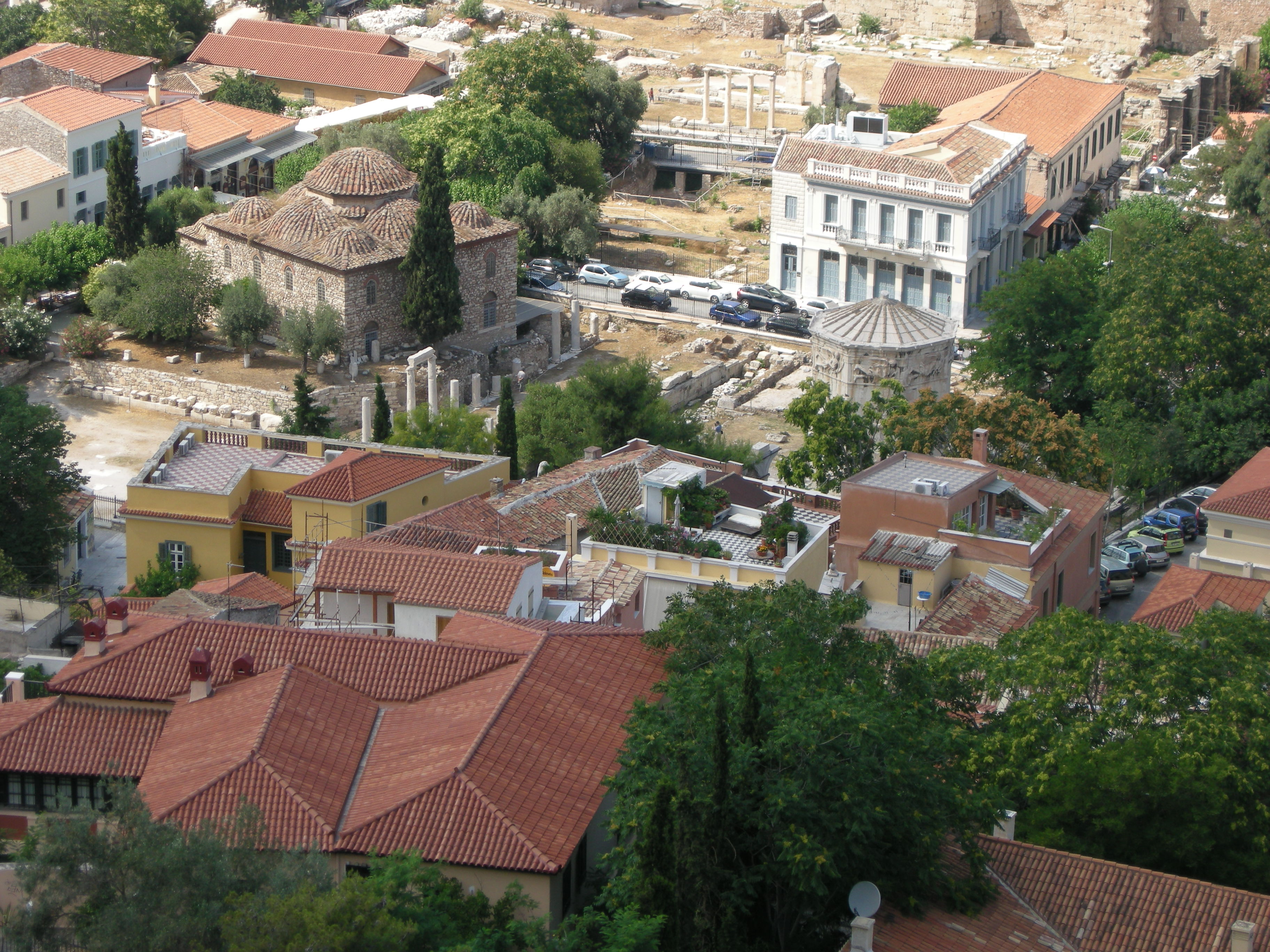
Barrio de Plaka y Torre de los Vientos.